# Manoir de Tarperon
 (avril 2023).
- Si vous ne connaissez pas le sujet, laissez ce bandeau (vous pouvez alors contacter les auteurs).
- Si vous supprimez le contenu mis en cause (vous pouvez préalablement contacter les auteurs),

argumentez précisément cette suppression dans la page de discussion
(un manque de référence n'est pas un argument ; une recherche réelle de référence doit avoir été effectuée, être formellement documentée).
Le manoir de Tarperon est un  château moderne situé à Beaunotte (Côte-d'Or) en Bourgogne-Franche-Comté.

## Localisation
Le château est situé sur la RD 901 au hameau de Tarperon, à la limite des communes de Beaunotte et de Quemigny-sur-Seine.

## Historique
Le château de Tarperon est un manoir érigé par un maître de forges entre la fin du XVIIIe siècle et le début du XIXe siècle.
Des tableaux et objets ayant appartenu au corsaire et amiral Jean Bart (1650-1702), longtemps présents au manoir par des descendants, ont fait l'objet d'une vente en novembre 2021 à Semur-en-Auxois.

## Architecture
C'est un château du XVIIIe siècle XIXe siècle flanqué d'une tour ronde.